# Championnat de Hongrie de football 1919-1920
Navigation
Saison précédente Saison suivante
La saison 1919-1920 du Championnat de Hongrie de football est la 17e édition du championnat de première division en Hongrie, la Nemzeti Bajnokság. Les quinze meilleurs clubs de Budapest sont regroupés au sein d'une poule unique où ils se rencontrent deux fois au cours de la saison, à domicile et à l'extérieur. En fin de saison, pour permettre le passage du championnat à 13 clubs, les trois derniers du classement sont relégués et remplacés par le meilleur club de II. Osztályú Bajnokság, la deuxième division hongroise.
C'est le MTK Budapest, quadruple tenant du titre, qui termine à nouveau en tête du classement final du championnat, avec dix points d'avance sur le Kispest AC et treize sur le Ferencváros TC. C'est le 7e titre de champion de Hongrie de l'histoire du club.

## Les clubs participants
| - Ujpest TSE - Promu de II. Osztályú Bajnokság - Budapest TC - Kispest AC - Ferencváros TC - III. Kerületi TVE - 33 FC - Magyar AC - Promu de II. Osztályú Bajnokság - Műegyetemi AFC - Promu de II. Osztályú Bajnokság | - Vasas SC - MTK Budapest - Nemzeti SC - Promu de II. Osztályú Bajnokság - Terézvárosi TC - Ujpest TE - Budapest AK - Törekvés SE |

## Compétition

### Classement
Le barème utilisé pour établir le classement est le suivant :
- Victoire : 2 points
- Match nul : 1 point
- Défaite, forfait ou abandon : 0 point

| Rang | Équipe             | Pts | J  | G  | N  | P  | Bp  | Bc | Diff |
| ---- | ------------------ | --- | -- | -- | -- | -- | --- | -- | ---- |
| 1    | MTK Budapest (T)   | 53  | 28 | 26 | 1  | 1  | 113 | 17 | +96  |
| 2    | Kispest AC         | 43  | 28 | 19 | 5  | 4  | 52  | 21 | +31  |
| 3    | Ferencváros TC     | 40  | 28 | 15 | 10 | 3  | 37  | 15 | +22  |
| 4    | Törekvés SE        | 32  | 28 | 12 | 8  | 8  | 39  | 31 | +8   |
| 5    | Budapest TC        | 30  | 28 | 12 | 6  | 10 | 37  | 33 | +4   |
| 6    | Vasas SC           | 29  | 28 | 10 | 9  | 9  | 31  | 26 | +5   |
| 7    | Ujpest TE          | 26  | 28 | 11 | 4  | 13 | 39  | 30 | +9   |
| 8    | Magyar AC (P)      | 26  | 28 | 10 | 6  | 12 | 35  | 42 | -7   |
| 9    | III. Kerületi TVE  | 24  | 28 | 8  | 8  | 12 | 22  | 30 | -8   |
| 10   | Budapest AK        | 23  | 28 | 7  | 9  | 12 | 29  | 37 | -8   |
| 11   | Terézvárosi TC     | 23  | 28 | 6  | 11 | 11 | 25  | 40 | -15  |
| 12   | Nemzeti SC (P)     | 20  | 28 | 6  | 8  | 14 | 29  | 56 | -27  |
| 13   | Ujpest TSE (P)     | 19  | 28 | 8  | 3  | 17 | 20  | 60 | -40  |
| 14   | Műegyetemi AFC (P) | 16  | 28 | 5  | 6  | 17 | 12  | 47 | -35  |
| 15   | 33 FC              | 16  | 28 | 5  | 6  | 17 | 10  | 45 | -35  |

|  | Vainqueur du championnat de Hongrie 1919-1920             |
|  | Relégation directe en deuxième division                   |
|  | (T) Tenant du titre (P) : Promu de II. Osztályú Bajnokság |

- Pour une raison indéterminée, le 33 FC n'est pas relégué en deuxième division en fin de saison.

## Bilan de la saison
| Championnat de Hongrie de football 1919-1920 |                         |
| Champion                                     | MTK Budapest (7e titre) |
| Coupes et trophées                           |                         |
| Vainqueur de la Coupe de Hongrie 1919-1920   | Non disputée            |
| Promotions et relégations                    |                         |
| Promus en Nemzeti Bajnokság                  | Zugl SC                 |
| Relégués en II. Osztályú Bajnokság           | Ujpest TSE              |
| Relégués en II. Osztályú Bajnokság           | Nemzeti SC              |
| Relégués en II. Osztályú Bajnokság           | Műegyetemi AFC          |